# Diecezja Győr
Diecezja Győr − jedna z 3 diecezji w metropolii ostrzyhomsko-budapeszteńskiej. Jej powstanie datuje się na XI wiek. Katedrą diecezji jest Bazylika Najświętszej Maryi Panny w Győr.

## Biskupi
- biskup diecezjalny – ks. bp András Veres (od 2016)

## Zobacz też

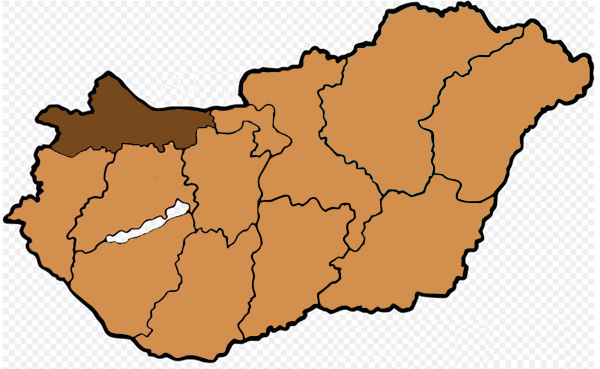
Diecezja Győr